# Swing娛樂
Swing Entertainment（韓語：스윙 엔터테인먼트）是韓國的經紀公司，成立於2018年6月。原為CJ ENM專為管理Wanna One而投資設立的公司。

## 歷史沿革
2018年5月31日，Swing娛樂宣布Wanna One與YMC娛樂合約結束，自6月1日起，Wanna One的所屬經紀公司變更為Swing娛樂。Swing娛樂由原YMC娛樂管理本部長申東吉與YMC娛樂總管理事金東俊創立，為專門負責Wanna One的全職經紀公司，全體工作人員將全力支持Wanna One的發展。為方便更好的交接工作，Swing娛樂將在短時間內與YMC娛樂保持合作關係。
2019年1月9日，Swing娛樂宣布在經過與Stone Music Entertainment、金在奐本人三方充分的討論後，決定簽訂專屬合約。
2019年6月28日，Mnet表示SWING娛樂將負責從《PRODUCE X 101》選秀節目中所組成的團體X1。
2019年7月1日，Studio Blu表示I.O.I將重組並準備回歸，新專輯將由Studio Blu負責製作，經紀管理則由SWING娛樂負責。其後，因為行程安排等原因，重組延遲取消。
2019年10月18日，宣布與孫昊永簽約，將會負責經紀管理的業務，而行銷宣傳與內容策劃等業務會延續既有模式由Stone Music娛樂負責。
2019年12月26日，代表理事由申東吉變更為太真兒長子趙佑明（韓語：조유명），前代表申東吉依然為公司董事
。
2020年3月9日，Pledis娛樂宣布與IZ*ONE合約結束，3月10日，SWING娛樂宣佈自4月起與Off The Record娛樂合作，共同負責IZ*ONE的韓國運營。
2024年4月3日，CJ ENM以11億韓元收購了趙佑明和申東吉持有的SWING娛樂剩餘49%的股份，並宣布同年6月1日，SWING娛樂將併入CJ ENM旗下的WAKEONE 。

## 過去旗下藝人
- Wanna One（2018-2019）－SWING娛樂負責經紀管理（放送、節目行程、廣告等），CJ E&M負責專輯策劃、行銷宣傳與商業演出（音樂相關）。
- X1－SWING娛樂負責經紀管理（放送、節目行程、廣告等）；CJ E&M負責專輯策劃與行銷宣傳（音樂相關）。
- IZ*ONE－ SWING娛樂與Off The Record娛樂共同負責演藝活動、經紀管理。(2020年4月 - 2021年4月）
- NATTY（2020-2021）
- 金在煥（2019－2023）[註 1]
- Kep1er - 和WAKEONE共同管理[註 2]
- 金永欽(김영흠)[註 3]

### 過去旗下練習生
- JULIE（KISS OF LIFE）

## 外部連結
- Swing娛樂的官方網頁（页面存档备份，存于）
- Swing娛樂的X（前Twitter）
- Swing娛樂的Instagram帳戶